# Крайна разлика
Крайна разлика е математически израз от вида f(x + b) − f(x +a). Ако крайната разлика се раздели на b − a, се получава израз, подобен на диференчно частно, но включващ крайни, а не безкрайно малки величини. Приближението на производни с крайни разлики е в основата на метода на крайните разлики, който се използва за числено решаване на частни диференциални уравнения.